# Twisted Sisters (película de 2016)
Twisted Sisters es una película dramática del año 2016 dirigida por Devon Downs y Kenny Gage, escrita por Brian McAuley. Protagonizada por Sierra McCormick, Cassidy Gifford, Katie Sarife y Sara Kapner la película fue lanzada en el canal de Lifetime el 9 de mayo del 2017.

## Sinopsis
Una joven, cuya hermana falleció recientemente, se apunta a una hermandad universitaria. Pronto descubre que sus nuevas amigas son manipuladoras, perversas, y que no se detendrán ante nada para conseguir lo que desean.

## Reparto
- Sierra McCormick es Sarah.
- Cassidy Gifford es Daisy.
- Katie Sarife es Maria.
- Sara Kapner es Jodi.
- Daniel Covin es Kevin.
- Jordan James Smith es Profesor Kent.
- Bridget White es Alice.
- C.L. Simpson es Dean Conway.
- Sejal Shah es Kendall.
- Michael J. Burg es Detective Ed.
- Megan Easton es Whitney.
- Tara Layne es Jill.
- Bérénice Achille es Kayla.